# 포츠담구

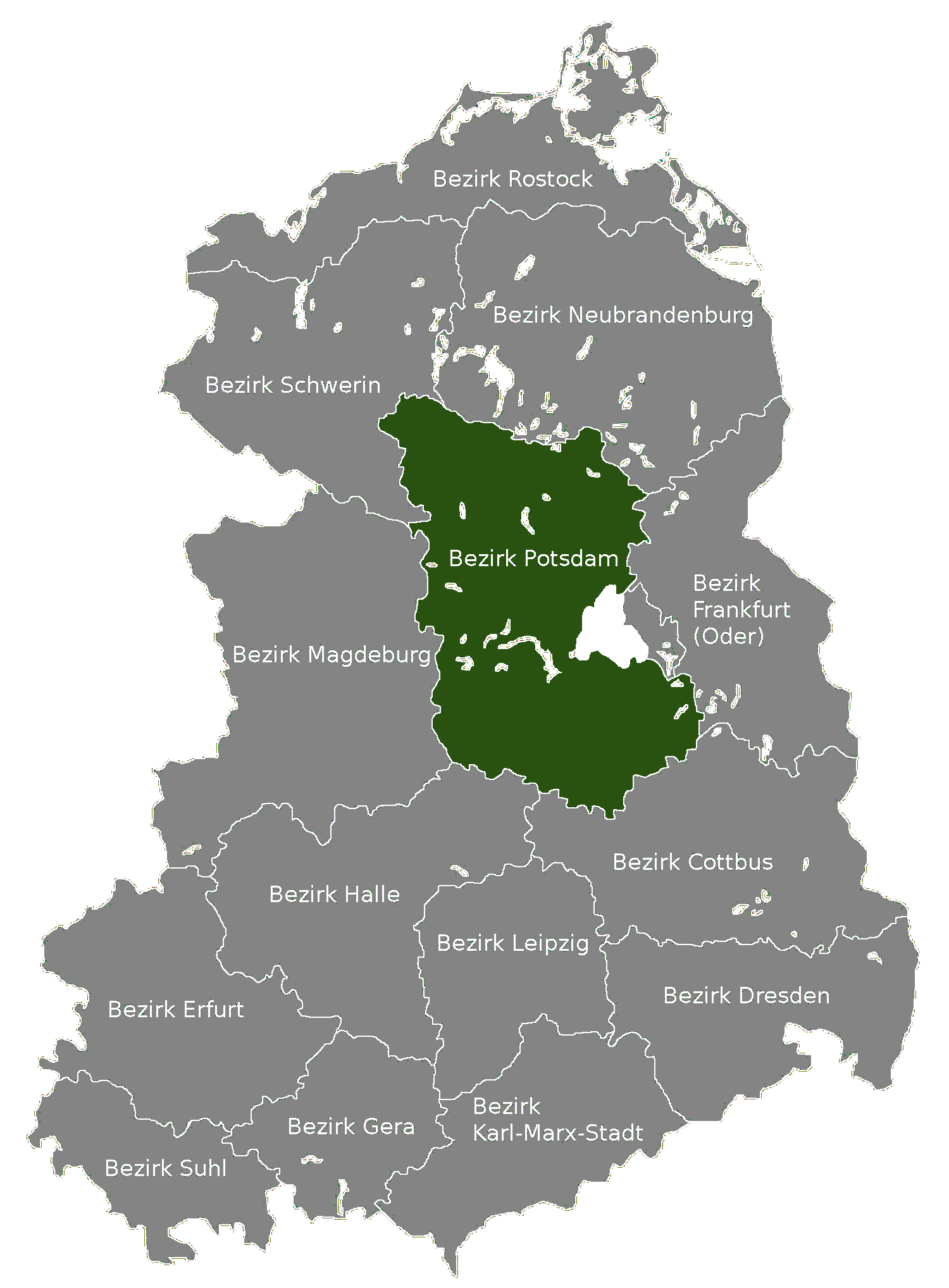
포츠담 구의 위치

포츠담구(독일어: Bezirk Potsdam)는 과거 동독(독일 민주 공화국)에 존재했던 14개 구 가운데 하나로 구청 소재지는 포츠담이었다.

## 행정 구역 정보
- 구청 소재지: 포츠담
- 면적: 12,568km2
- 인구: 1,123,800명 (1989년 당시 기준)
- 인구 밀도: 89명/km2
- 차량 번호판 코드: D, P
- 하위 행정 구역: 15개 군, 2개 시

## 역사
1952년 7월 25일에 시행된 행정 구역 개편 당시에 폐지된 주를 대신하여 신설된 14개 구 가운데 하나였다. 1990년 동서독 통일 당시에 브란덴부르크 주에 편입되었다.

## 지리
동독 중부에 위치한 구였으며 동쪽으로는 서베를린과 접하고 있었다. 북쪽으로는 슈베린 구와 노이브란덴부르크 구, 서쪽으로는 마그데부르크 구, 남쪽으로는 할레 구와 콧부스 구, 동쪽으로는 프랑크푸르트 구, 동베를린과 접하고 있었다.

### 하위 행정 구역
- 15개 군(Landkreise): 벨치히 군(Belzig), 브란덴부르크 군(Brandenburg), 그란제 군(Gransee), 위터보크 군(Jüterbog), 쾨니히스부스터하우젠 군(Königs Wusterhausen), 키리츠 군(Kyritz), 루켄발데 군(Luckenwalde), 나우엔 군(Nauen), 노이루핀 군(Neuruppin), 오라니엔부르크 군(Oranienburg), 포츠담 군(Potsdam), 프리츠발크 군(Pritzwalk), 라테노프 군(Rathenow), 비트스토크 군(Wittstock), 초센 군(Zossen)
- 2개 시(Stadtkreise): 브란덴부르크안데어하펠 시(Brandenburg an der Havel), 포츠담 시(Potsdam)